# Stefano Vecchia
Stefano Vecchia, född 23 januari 1995 i Stockholm, är en svensk fotbollsspelare som spelar för Malmö FF.

## Karriär
Vecchias moderklubb är Vasalunds IF, vilka han under kontroversiella former lämnade som sjuåring för IF Brommapojkarna. Han spelade för Brommapojkarnas framgångsrika P94-lag trots att han var född 1995. I P94-laget spelade bland annat även Simon Tibbling, Edward Owusu, Tim Söderström, Ludwig Augustinsson, Jacob Une Larsson, Tim Jakobsson, Victor Söderström och Yanku Marrah (även född 1995).
Han gjorde tre inhopp för Brommapojkarna i Allsvenskan 2013 och blev inför säsongen 2014 uppflyttad i A-truppen. Han skrev på ett treårskontrakt med klubben.
I november 2016 värvades Vecchia av IK Sirius, där han skrev på ett treårskontrakt. I december 2019 förlängde Vecchia sitt kontrakt med ett år. Den 18 januari 2021 värvades Vecchia av norska Rosenborg.
Den 10 mars 2023 värvades Vecchia av Malmö FF, där han skrev på ett fyraårskontrakt.